# 橘本神社
橘本神社（きつもとじんじゃ）は、和歌山県海南市にある神社である。菓祖・田道間守および熊野坐大神を祀り、菓子の神として崇敬される。熊野九十九王子の中の一つ、所坂王子の旧址として県指定史跡（1974年〈昭和49年〉4月9日指定）。

## 歴史
「記紀」によれば第十一代垂仁天皇が田道間守に不老長寿の霊菓を探すことを命じ、常世の国に渡り十余年の辛苦の末に非時香菓(ときじくのかぐのこのみ)「橘」を持ち帰る(現在の中国から持ち帰ったといわれている)が、天皇は既に崩御されていた。田道間守は落胆悲涙し、その陵に橘を捧げて命絶えたとされている。その橘が日本で最初に移植されたのが現在地北の橘本神社旧社地「六本樹の丘」である。橘は現在のミカンの原種で、改良されミカン発祥の地といわれている。。
創建の年代は不詳であるが、永享9年（1437年）と記された神社の棟札が残っている。
保元3年（1158年）、白河法皇が熊野行幸の際に当社で一夜を明かし「橘の本に一夜のかりねして入佐の山の月を見るかな」と詠んだ。
貞享4年（1687年）、紀州藩主徳川光貞が社殿の修繕を行ったという記録があるが、その後廃頽し、明治初年には橘の老木と小祠だけが残されていた。里人の尽力により再興し、明治40年（1907年）11月、現在地の所坂王子（九十九王子の一つ）跡地に社殿を造営して遷座し、所坂王子と近隣の搭下王子・橘本王子を合祀した。

## 祭事
一帯はみかんの産地であり、10月10日の例祭は「みかん祭」と呼ばれ、祭神の田道間守が日本にみかんをもたらしたことに因む祭事である。
また、4月第1日曜日に催行される全国銘菓奉献祭（菓子祭）は、その昔みかんが菓子として好まれたことにちなんで菓子屋の商売繁盛を祈願する祭であり、全国の菓子屋から各種の菓子が供えられる。